# Domnica Manole

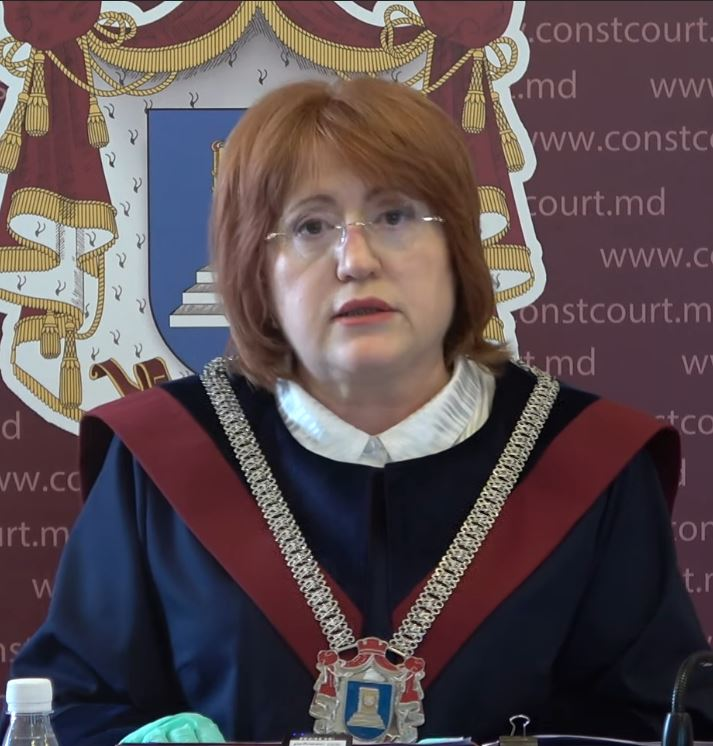
Domnica Manole (2020)

Domnica Manole (* 4. Juni 1961) ist eine moldauische Juristin. Sie ist Präsidentin des Verfassungsgerichtshofs der Republik Moldau.

## Leben und Wirken
Manole studierte ab 1980 Rechtswissenschaften an der Staatlichen Universität Moldau, wo sie 1990 ihren Abschluss machte. Anschließend war sie als Richterin am Bezirksgericht von Ciocana tätig, 2004 wechselte sie als Richterin an das Berufungsgericht von Chișinău. Ab 2011 unterrichtete sie auch an der nationalen Richterakademie, ab 2014 als Dozentin an der Staatlichen Universität Moldau. Von 2013 bis 2016 war Manole Vize-Präsidentin der Disziplinarkommission für moldauische Richter. 2019 wurde sie zur Richterin am Verfassungsgerichtshof der Republik Moldau ernannt. Seit 2021 ist sie Mitglied der Venedig-Kommission. Von 2020 bis April 2023 war Manole ein erstes Mal Präsidentin des Verfassungsgerichtshofs der Republik Moldau. Bereits im November 2023 trat ihr Nachfolger Nicolae Roșca wieder zurück, woraufhin Manole erneut zur Präsidentin gewählt wurde.